# Zulú (pel·lícula)
Zulú (títol original: Zulu) és una pel·lícula policial del 2013 dirigida per Jérôme Salle i protagonitzada per Orlando Bloom i Forest Whitaker. Va ser seleccionada com a pel·lícula de cloenda del Festival de Canes de 2013. La pel·lícula està basada en part en Projecte Coast, el programa d'armes biològiques i químiques del règim de l'apartheid sud-africà, i el llibre Zulu de l'autora Caryl Férey, guanyadora del Gran Premi de França a la millor novel·la criminal del 2008. El 5 d'agost de 2022 es va estrenar la versió doblada al valencià a À Punt.

## Sinopsi
En una Sud-àfrica encara turmentada per l'apartheid, una parella de policies persegueix l'assassí d'una jove adolescent. Des dels townships de Ciutat del Cap fins a les luxoses residències a la vora de la mar, aquesta investigació transformarà la vida dels dos homes i els obligarà a enfrontar-se als seus propis dimonis interns.

## Repartiment
- Orlando Bloom com a Brian Epkeen
- Forest Whitaker com a Ali Sokhela
- Tanya van Graan com a Tara
- Natasha Loring com a Marjorie
- Sven Ruygrok com a David Epkeen
- Adrian Galley com a Nils Botha
- Conrad Kemp com a Dan Fletcher
- Roxanne Prentice com a Judith Botha
- Tinarie Van Wyk-Loots com a Claire Fletcher
- Dean Slater com a Rick
- Kelsey Egan com a Nicole Weiss
- Khulu Skenjana com a Themba
- Hennie Bosman com a cap rapat
- Joelle Kayembe com a Zina